# 너와 나의 노래
《너와 나의 노래》는 1998년 5월 4일부터 1998년 9월 18일까지 방영된 한국방송공사 TV소설이다.
이 드라마는 “그다지 멀지 않은 과거의 우리 모습에서 가난과 역경을 헤쳐가는 과정과 가족간의 사랑을 포착해 세대간 이해와 공감대를 넓히겠다”는 기획의도로 출발했으나 3각구도의 멜로 전개로 비난을 받았다.

## 등장 인물
- 염정아 : 이재숙 역
- 음정희 : 정미경 역
- 이창훈 : 민호 역
- 김명수 : 기태 역
- 김영옥
- 남성훈 : 정 군수 역
- 엄유신 : 은성 역
- 안병경 : 재숙의 아버지 이봉만 역
- 선우은숙 : 순녀 역
- 김용림
- 사미자
- 박종설
- 이영하
- 이정웅
- 정종준
- 조형기
- 신소미
- 구자미
- 강우경
- 이칸희
- 고동현
- 장정희
- 이숙
- 양세윤
- 김관기
- 신귀식
- 김하균
- 노현희
- 박현정
- 이청
- 박해상
- 이영호
- 이효정
- 강석우
- 정재순
- 손종범
- 강성진
- 박철
- 이경표
- 김서형
- 서은영
- 김주호
- 강경헌
- 권이지
- 오현철

## 참고 사항
- 당초 1998년 4월초에 첫 회가 나갈 예정이었지만 톱스타를 주역으로 캐스팅하는 것에 어려움을 겪자[2] 《모정의 강》을 5월초 끝냈다.
- 우여곡절 끝에 MBC 공채 탤런트 출신 음정희 (정미경 역), 염정아 (이재숙 역), 이창훈 (민호 역), 김명수 (기태 역) 등이 주역으로 낙점됐는데, 이창훈은 전작인 《모정의 강》에 이어 연달아 주연으로 캐스팅되는 행운을 얻었다.[3]